# Лои Эстрада
Лои Эстрада (урождённая — Луиза Фернандес Пиментель) (исп. Loi Estrada; 2 июня 1931, Иба , Самбалес, Филиппины) — жена президента Филиппин Джозефа Эхерсито Эстра́да. 12-я первая леди Филиппин (30 июня 1998 г. — 20 января 2001). Политик, психиатр, педагог, сенатор Филиппин (2001—2007).

## Биография
Изучала медицину в Университете Санто-Томаса в Маниле. Получила специальность психиатра и медицинскую степень. Работала преподавателем факультета медицины и хирургии альма матер, была врачом в больнице и Национальном центре психического здоровья. Много работала с бедными слоями населения.
С 30 июня 1998 по 20 января 2001 года — Первая леди Филиппин. В 2013—2019 годах — первая леди Манилы.
Член партии «Pwersa ng Masang Pilipino» («Сила филиппинских масс»).  После того, как её муж подал в отставку в 2001 году, Лои Эстрада баллотировалась в качестве кандидата от оппозиции на место в Сенате Филиппин. Победила. Занимала пост председателя Комитета по делам молодежи, женщин и семейным отношениям.
За время работы сенатором (2001—2007) подготовила 121 законопроект и 13 постановлений, некоторые из которых вступили в силу, в частности два важных законодательных акта — Закон о борьбе с торговлей людьми и Закон о борьбе с насилием в отношении женщин и детей.